# NGC 5893
NGC 5893 је спирална галаксија у сазвежђу Волар која се налази на NGC листи објеката дубоког неба.
Деклинација објекта је + 41° 57' 33" а ректасцензија 15h 13m 34,3s. Привидна величина (магнитуда) објекта NGC 5893 износи 13,2 а фотографска магнитуда 14,0. NGC 5893 је још познат и под ознакама UGC 9774, MCG 7-31-42, CGCG 221-41, IRAS 15117+4208, PGC 54351.